# Barchain
Barchain és un municipi francès, situat al departament del Mosel·la i a la regió del Gran Est. L'any 2007 tenia 109 habitants.

## Demografia

### Població
El 2007 la població de fet de Barchain era de 109 persones. Hi havia 40 famílies, de les quals 8 eren unipersonals (8 dones vivint soles i 8 dones vivint soles), 8 parelles sense fills i 24 parelles amb fills.
La població ha evolucionat segons el següent gràfic:
Habitants censats

### Habitatges
El 2007 hi havia 46 habitatges, 39 eren l'habitatge principal de la família, 2 eren segones residències i 5 estaven desocupats. 44 eren cases i 2 eren apartaments. Dels 39 habitatges principals, 37 estaven ocupats pels seus propietaris i 2 estaven llogats i ocupats pels llogaters; 6 tenien tres cambres, 6 en tenien quatre i 27 en tenien cinc o més. 36 habitatges disposaven pel capbaix d'una plaça de pàrquing. A 12 habitatges hi havia un automòbil i a 26 n'hi havia dos o més.

### Piràmide de població
La piràmide de població per edats i sexe el 2009 era:
| Homes | Edats   | Dones |
| ----- | ------- | ----- |
| 0     | 95 o +  | 0     |
| 0     | 90 a 94 | 0     |
| 0     | 85 a 89 | 0     |
| 0     | 80 a 84 | 0     |
| 0     | 75 a 79 | 2     |
| 1     | 70 a 74 | 3     |
| 3     | 65 a 69 | 2     |
| 3     | 60 a 64 | 2     |
| 1     | 55 a 59 | 1     |
| 2     | 50 a 54 | 1     |
| 5     | 45 a 49 | 1     |
| 7     | 40 a 44 | 5     |
| 5     | 35 a 39 | 6     |
| 5     | 30 a 34 | 6     |
| 4     | 25 a 29 | 5     |
| 0     | 20 a 24 | 2     |
| 5     | 15 a 19 | 7     |
| 1     | 10 a 14 | 2     |
| 4     | 5 a 9   | 4     |
| 1     | 0 a 4   | 3     |

## Economia
El 2007 la població en edat de treballar era de 75 persones, 56 eren actives i 19 eren inactives. De les 56 persones actives 49 estaven ocupades (28 homes i 21 dones) i 7 estaven aturades (3 homes i 4 dones). De les 19 persones inactives 5 estaven jubilades, 7 estaven estudiant i 7 estaven classificades com a «altres inactius».
Activitats econòmiques
L'any 2000 a Barchain hi havia 3 explotacions agrícoles que ocupaven un total de 351 hectàrees.

## Poblacions més properes
El següent diagrama mostra les poblacions més properes.